# Ellen Curtis Demorest
Ellen Louise Demorest –de soltera Curtis–, (Schuylerville (Old Saratoga), Nova York, 15 de novembre de 1824 - Nova York, 10 d'agost de 1898) va ser una modista, crítica de moda, editora de premsa i empresària nord-americana, àmpliament acreditada per inventar els patrons de confecció de paper de seda produïts en massa. Amb el seu marit, William Jennings Demorest, va crear el 1860 una empresa per vendre els patrons, que eren adaptacions de les últimes modes franceses, i una revista per promocionar-los. Els seus patrons de confecció van fer que els estils francesos fossin accessibles per a les dones corrents, la qual cosa va influir molt en la moda nord-americana.

## Primers anys
Demorest era la segona dels vuit fills nascuts d'Electra Abel Curtis i Henry D. Curtis. Des de jove era coneguda com a Nell. El seu pare era pagès i propietari d'una fàbrica de barrets d'home. Als divuit anys, Ellen Curtis va muntar una barreteria a Saratoga Springs amb l'ajuda del seu pare. Després d'un any, va traslladar el seu negoci a Troia, i després es traslladà de nou a Williamsburg, Brooklyn. El 1858 es va casar amb William Jennings Demorest, un vidu de trenta-sis anys amb dos fills. Junts van tenir un fill el 1859 i una filla el 1865.

## Carrera empresarial
Al principi del seu matrimoni, els Demorest van dirigir una empresa a Filadèlfia. L'Ellen i la seva germana Kate Curtis estaven treballant en un sistema de confecció de vestits simplificada quan van veure que la minyona afroamericana de Demorest tallava un patró de paper marró per a un vestit. Ellen es va inspirar en la idea de crear patrons de paper de seda de peces de moda per cosir a casa.
La família es va traslladar a Nova York i va començar a fabricar patrons. A la tardor de 1860 van llançar una revista trimestral, Mme. Demorest’s Mirror of Fashions, que es faria mensual l'any 1895. També van obrir una gran botiga de moda femenina, Emporium of Fashions de Madame Demorest, al 473 de Broadway.
Mme. Demorest's Mirror of Fashions i Demorest's Illustrated Monthly Magazine van arribar aviat a una tirada de 60.000 exemplars. La revista arribava en un bon moment, ja que les màquines de cosir s'estaven fent habituals a les cases de classe mitjana. Els articles al Mirror of Fashions donaven consells útils a les modistes que cosien a casa i animaven lectores i lectors a creure en la seva pròpia capacitat. Se sentien «emancipats... de la dependència de modistes de pagament». D'altra banda, un espai considerable de les revistes es dedicava als anuncis pagats –de pianos, màquines de cosir, cremes per al cutis, perfums...–, cosa que permetia reduir el preu de la revista.

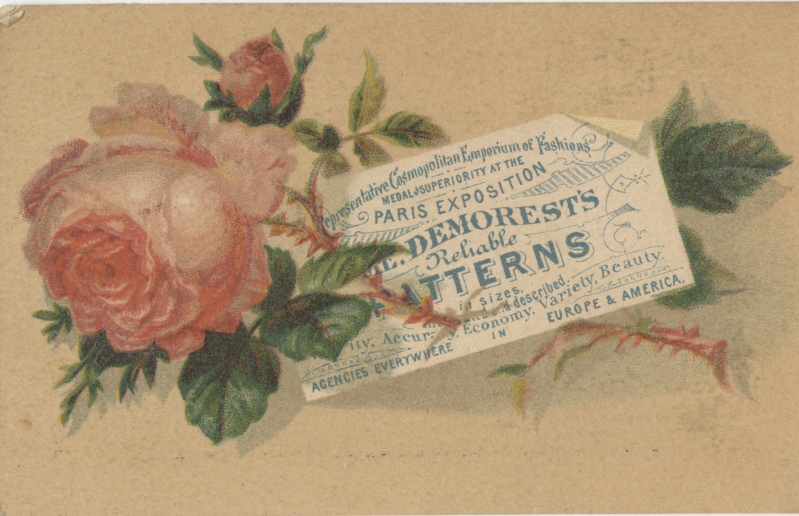
Targeta comercial de publicitat dels patrons de Demorest, ca. 1880

Les modes que lluïa l'emperadriu Eugenia van interessar especialment els lectors de les revistes de Demorest. Els corresponsals informaven de cada vestit que portava l'emperadriu i la seva indumentària era reproduïda per a un espectacle semestral de Nova York.
La periodista i defensora dels drets de les dones Jane Cunningham Croly va editar Demorest's Illustrated Monthly Magazine de 1860 a 1887. Sota el seu lideratge, Demorest's Monthly va defensar l'educació i l'ocupació femenines. Croly va promoure la realització femenina amb una columna mensual «Què estan fent les dones». La columna pretenia «prendre nota de cada dona ramadera, banquera, dentista o empresària... que sortia a la llum d'una manera distinta a qualsevol punt del país». Altres col·laboradors van ser Louisa May Alcott, Theodore Dreiser i Robert Louis Stevenson.
El 1876, l'any de la seva màxima popularitat, l'empresa dels Demorest va vendre més de tres milions de patrons. i va obrir agències a Europa, Canadà i Cuba, que els distribuïen. La propaganda deia que «el seu ús és tan general que, a més d'anglès i francès, les instruccions estan impreses en holandès, portuguès, alemany i espanyol.»

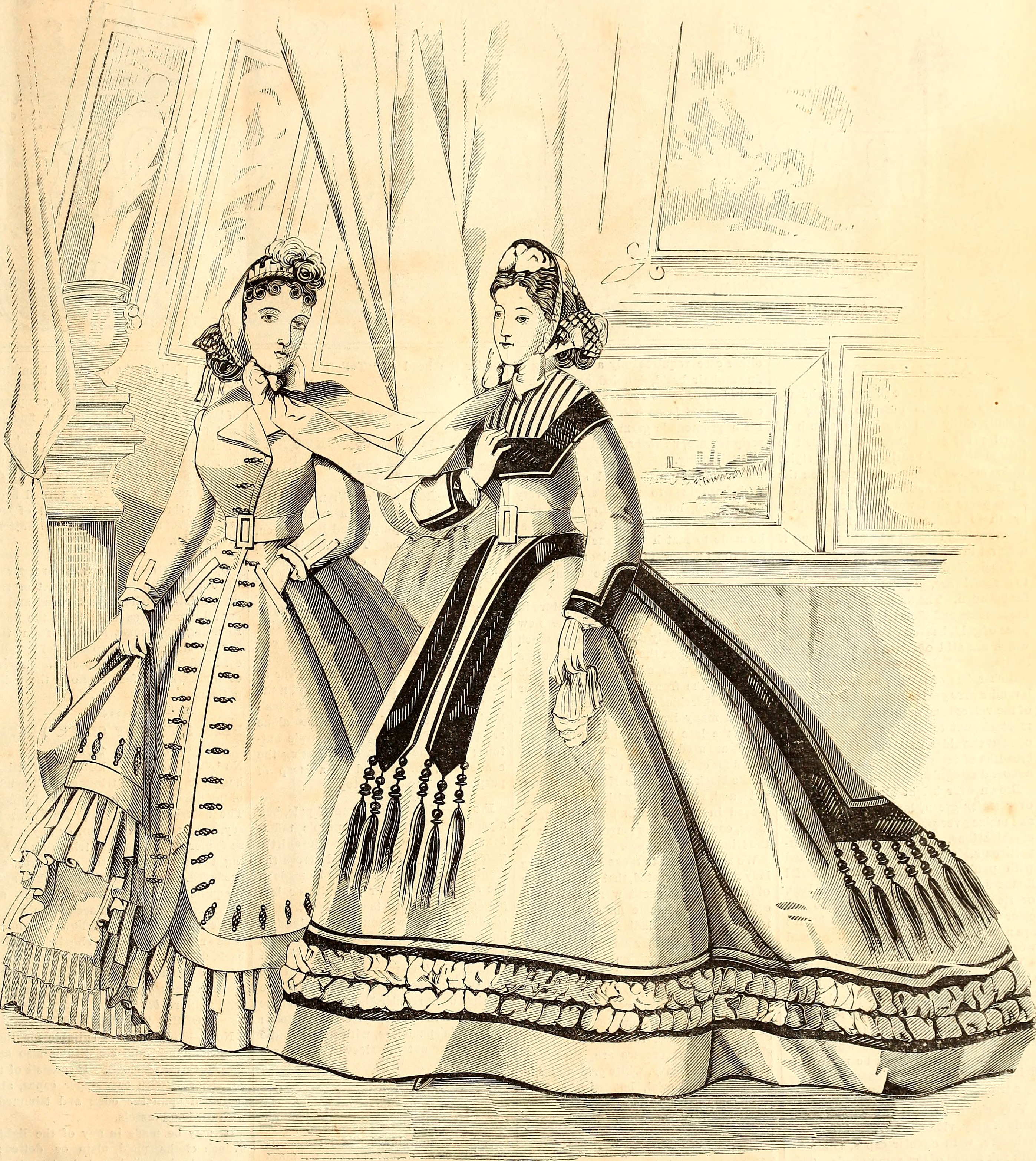
Il·lustracions del Mme Demorest's Mirror of Fashions

## Darrers anys
El 1876, Ellen Demorest, juntament amb Jane Cunningham Croly, va ser fundadora de Sorosis, el primer club de dones professionals dels Estats Units. Es dedicà a recordar els drets de les dones i el monopoli exercit pels homes pel que fa al dret de parlar en públic, fer conferències o predicar, i sobre els control dels diners i la propietat. Ella s'enorgullia de contractar en el seu personal tota classe de dones, incloses dones afroamericanes, a qui tractava com a iguals.
Després de la mort del seu marit, el 1895, el sistema de concursos de medalles Demorest es va fusionar amb el de la Unió de la Temprança Cristiana de la Dona (desembre de 1897), i la senyora Demorest va quedar encarregada del Departament de medalles. Va morir uns mesos més tard, el març de 1898.

## Revistes que publicà
- Demorest’s Illustrated Monthly Magazine
- Mme. Demorest’s Mirror of Fashions